# Conus biliosus meyeri
Conus biliosus meyeri is een ondersoort van de zeeslakkensoort Conus biliosus, uit het geslacht Conus. De slak behoort tot de familie Conidae. Conus biliosus meyeri werd in 1979 beschreven door Walls. Net zoals alle soorten binnen het geslacht Conus zijn deze slakken roofzuchtig en giftig. Zij bezitten een harpoenachtige structuur waarmee ze hun prooi kunnen steken en verlammen.